# Fier (rivier)
De Fier is een rivier in het Franse departement Haute-Savoie met een lengte van 66 km. De rivier ontspringt in de gemeente Manigod in het Aravismassief, en stroom dan westwaarts, ten noorden van het Meer van Annecy, om bij Seyssel uit te monden in de Rhône. Bij Thônes, in het Bornes-Aravismassief, voegt de Nom, een zijrivier die ontspringt op de Col des Aravis zich bij de Fier. De Thiou is een korte zijrivier die het water van Meer van Annecy afvoert naar de Fier.